# María Lourdes Carléová
María Lourdes Carléová (* 10. února 2000 Daireaux, Buenos Aires) je argentinská profesionální tenistka. V sérii WTA 125 vybojovala jednu singlovou a dvě deblové trofeje. Na okruhu ITF získala třináct titulů ve dvouhře a pět ve čtyřhře.
Na žebříčku WTA byla ve dvouhře nejvýše klasifikována v květnu 2024 na 71. místě a ve čtyřhře v červenci 2022 na 136. místě. Trénuje ji krajan Matías Cáceres. Dříve tuto roli plnili Franco Davin či Cristian Kordasz.

## Soukromý život
Narodila se roku 2000 v Daireaux, městě provincie Buenos Aires, do rodiny lékařů Claudie Lópezové Espinosové a Jorgého Marcela Carlého. Má bratra Pedra. S tenisem začala v šesti letech. O pět roků později se s rodinou přestěhovala do Tandilu, aby mohla rozvinout tenisový talent. Za silný úder uvedla forhend.

## Týmové soutěže
V argentinském týmu Billie Jean King Cupu debutovala v roce 2016 kyjevskou baráží 2. světové skupiny proti Ukrajině, v níž za rozhodnutého stavu prohrála čtyřhru po boku Guadalupe Pérezové Rojasové. Ukrajinky zvítězily 4–0 na zápasy. Ve světové baráži 2021 proti Kazachstánu porazila Putincevovou i Rybakinovou, které uštědřila „kanára“. Přesto Argentinky nevyhrály, když v páru s Podoroskou nezvládly rozhodující čtyřhru. Do září 2024 v soutěži nastoupila k deseti mezistátním utkáním s bilancí 6–2 ve dvouhře a 2–2 ve čtyřhře.
Argentinu reprezentuje na Letních olympijských hrách 2024 v Paříži. Ve dvouhře podlehla ve druhém kole světové dvojce Coco Gauffové ze Spojených států. Po boku krajanky Nadii Podoroské startuje i v ženské čtyřhry.
V argentinském družstvu se předsatvila na prvním ročníku smíšeného United Cupu 2023 v Austrálii. Ve skupinové fázi prohrála s Francouzkou Alizé Cornetovou i Chorvatkou Donnou Vekićovou. Argentinci odešli poraženi z obou mezistátních zápasů 0–5 a obsadili poslední místo skupiny.

## Tenisová kariéra
V sezóně 2017, kdy byla mezi juniorkami členkou první světové desítky, se rozhodla preferovat univerzitní tenis při studiu na University of Georgia.

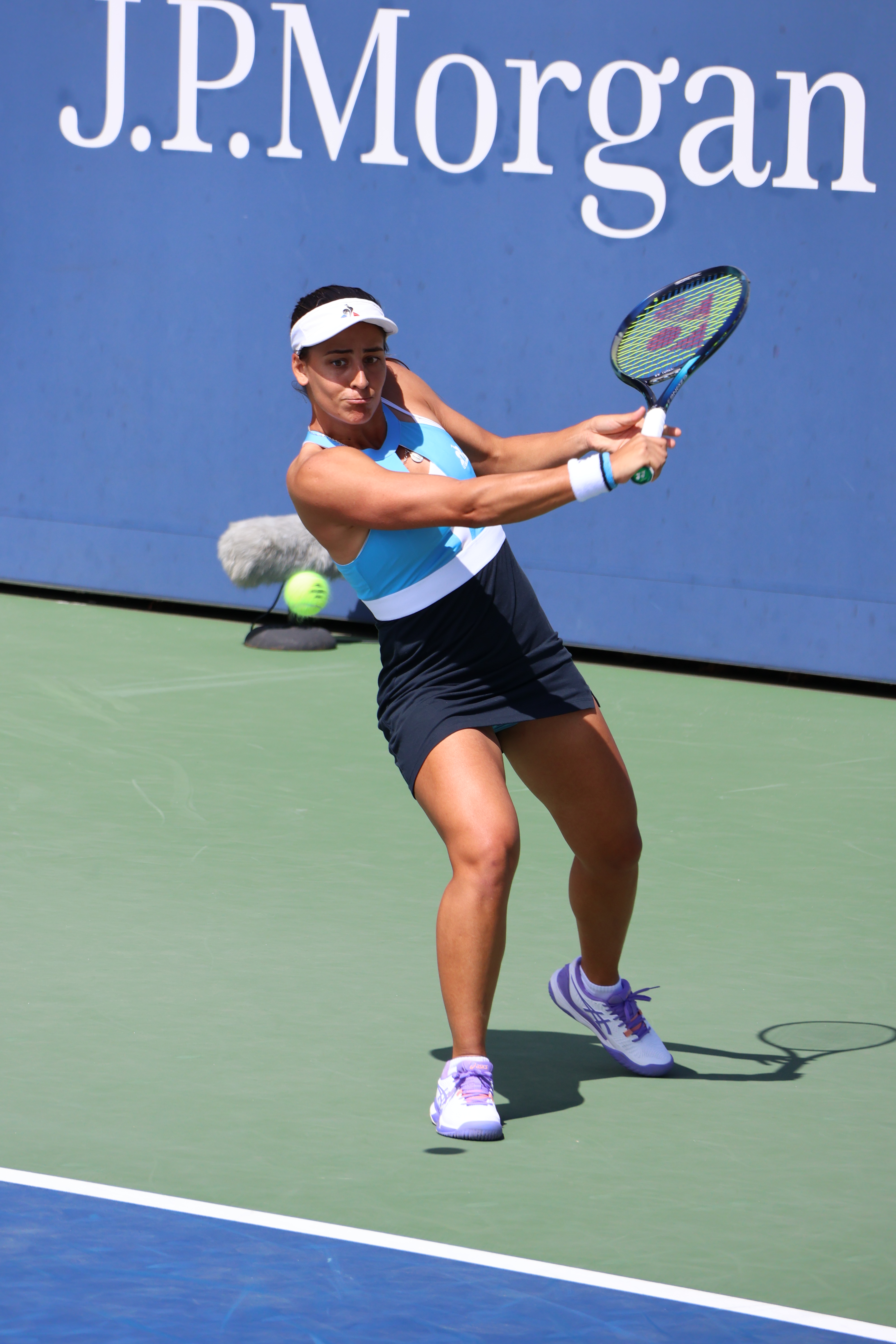
Bekhend v kvalifikaci US Open 2023

V kvalifikaci okruhu WTA Tour debutovala červencovým Livesport Prague Open 2021, kde ji v úvodu vyřadila Ruska Anastasija Gasanovová. Do hlavní soutěže poprvé zasáhla na bogotském Copa Colsanitas 2022. V prvním kole získala jen tři hry s kvalifikantkou a pozdější vítězkou Tatjanou Mariovou. Porážku o dvanáct let starší Němce oplatila na Letních olympijských hrách 2024, na nichž ji v prvním duelu uštědřila dva „kanáry“. První zápas na túře WTA vyhrála na antukovém Hamburg European Open 2022 po vítězství nad Němkou Evou Lysovou z druhé světové stovky. Poté nenašla recept na Anastasiji Potapovovou.
V grandslamové kvalifikaci se poprvé představila ve Wimbledonu 2022. Až v závěrečném třetím kole ji do dvouhry nepustila Švédka Mirjam Björklundová, figurující na 125. místě žebříčku. Následně nezvládla dalších pět kvalifikačních soutěží, než si první přímou účast v grandslamové dvouhře zajistila na French Open 2024. Časnou porážku jí přivodila pětadvacátá nasazená Belgičanka Elise Mertensová. Ve Wimbledonu 2024 pak na úvod podlehla americké kvalifikantce Katie Volynetsové.
V kategorii WTA 1000 debutovala březnovým Miami Open 2024, na němž zvládla kvalifikační kolo proti Harriet Dartové. Časné vyřazení z miamské dvouhry jí připravila nejmladší členka startovního pole, 16letá Brenda Fruhvirtová. Čtyři utkání v řadě, včetně dvou kvalifikačních, pak vyhrála na Mutua Madrid Open 2024. V singlu zdolala Emmu Raducanuovou a světovou devatenáctku Veroniku Kuděrmetovovou, čímž dosáhla první kariérní výhry nad členkou Top 20. Ve třetí fázi však nenašla recept na desátou ženu klasifikace Jeļenu Ostapenkovou. Po skončení se ve vydání žebříčku z 6. května 2024 posunula o dvanáct příček na nové maximum, 71. místo.

## Finále série WTA 125
| Legenda                  |
| ------------------------ |
| D – dvouhra; Č – čtyřhra |
| WTA 125 (2–2 D; 1–1 Č)   |

### Dvouhra: 2 (1–1)
| Stav       | č. | datum         | turnaj                  | povrch | soupeřka ve finále | výsledek      |
| ---------- | -- | ------------- | ----------------------- | ------ | ------------------ | ------------- |
| Finalistka | 1. | prosinec 2023 | Buenos Aires, Argentina | antuka | Laura Pigossiová   | 3–6, 2–6      |
| Vítězka    | 1. | duben 2024    | Solgironès, Španělsko   | antuka | Rebeka Masárová    | 3–6, 6–1, 6–2 |

### Čtyřhra: 4 (2–2)
| Stav       | č. | datum         | turnaj                  | povrch | spoluhráčka            | soupeřky ve finále                     | výsledek         |
| ---------- | -- | ------------- | ----------------------- | ------ | ---------------------- | -------------------------------------- | ---------------- |
| Finalistka | 1. | listopad 2021 | Buenos Aires, Argentina | antuka | Despina Papamichailová | Irina Baraová Jekatěrine Gorgodzeová   | 7–5, 5–7, [4–10] |
| Vítězka    | 1. | prosinec 2023 | Buenos Aires, Argentina | antuka | Despina Papamichailová | María Paulina Pérezová Sofia Sewingová | 6–3, 4–6, [11–9] |
| Vítězka    | 2. | prosinec 2023 | Montevideo, Uruguay     | antuka | Julia Rierová          | Freya Christieová Yuliana Lizarazová   | 7–6(7–5), 7–5    |
| Finalistka | 2. | červenec 2024 | Båstad, Švédsko         | antuka | Julia Rierová          | Peangtarn Plipuečová Cchao Ťia-i       | 5–7, 3–6         |

## Tituly na okruhu ITF
| Legenda         | Legenda         |
| --------------- | --------------- |
| Turnaje W100    | Turnaje W80     |
| Turnaje W75/W60 | Turnaje W50/W40 |
| Turnaje W35/W25 | Turnaje W15/W10 |

### Dvouhra (13 titulů)
| Č.  | datum       | turnaj                                | kategorie | povrch | poražená finalistka     | výsledek         |
| --- | ----------- | ------------------------------------- | --------- | ------ | ----------------------- | ---------------- |
| 1.  | září 2017   | Buenos Aires, Argentina               | W15       | antuka | Stephanie Petitová      | 2–6, 6–2, 7–6(5) |
| 2.  | březen 2018 | São José dos Campos, Brazílie         | W15       | antuka | Victoria Bosiová        | 7–5, 1–6, 6–2    |
| 3.  | červen 2019 | Wesley Chapel, Spojené státy          | W15       | antuka | Victoria Emmaová        | 6–3, 6–1         |
| 4.  | září 2019   | Buenos Aires, Argentina               | W15       | antuka | Julieta Lara Estableová | 6–4, 7–6(5)      |
| 5.  | únor 2020   | Cancún, Mexiko                        | W15       | tvrdý  | Dasha Ivanovová         | 6–4, 6–0         |
| 6.  | říjen 2020  | Monastir, Tunisko                     | W15       | tvrdý  | Weronika Falkowská      | 6–3, 2–6, 6–1    |
| 7.  | říjen 2020  | Monastir, Tunisko                     | W15       | tvrdý  | Weronika Falkowská      | 6–4, 6–3         |
| 8.  | červen 2021 | Santo Domingo, Dominikánská republika | W25       | tvrdý  | Conny Perrinová         | 6–4, 6–0         |
| 9.  | květen 2022 | Pelham, Spojené státy                 | W60       | antuka | Elvina Kalievová        | 6–1, 6–1         |
| 10. | květen 2023 | Bastad, Švédsko                       | W25       | antuka | İpek Özová              | 6–4, 6–3         |
| 11. | květen 2023 | Bodrum, Turecko                       | W60       | antuka | Irina Baraová           | 6–4, 6–4         |
| 12. | září 2023   | Pazardžik, Bulharsko                  | W40       | antuka | Çağla Büyükakçay        | 6–1, 6–2         |
| 13. | leden 2024  | Vero Beach, Spojené státy             | W75+H     | antuka | Gabriela Leeová         | 6–4, 7–6(4)      |

### Čtyřhra (5 titulů)
| Č. | datum         | turnaj                  | kategorie | povrch | spoluhráčka              | poražené finalistky                        | výsledek         |
| -- | ------------- | ----------------------- | --------- | ------ | ------------------------ | ------------------------------------------ | ---------------- |
| 1. | září 2017     | Buenos Aires, Argentina | W15       | antuka | Emily Appletonová        | Julieta Lara Estableová Melina Ferrerová   | 6–3, 6–1         |
| 2. | únor 2020     | Cancún, Mexiko          | W15       | antuka | Thaisa Grana Pedrettiová | Kendra Bunchová Katarina Kozarovová        | bez boje         |
| 3. | říjen 2021    | Lima, Peru              | W25       | antuka | Laura Pigossiová         | María Paulina Pérezová Jessica Plazasová   | 6–1, 6–1         |
| 4. | listopad 2021 | Brasília, Brazílie      | W60       | antuka | Carolina Alvesová        | Valerija Strachovová Olivia Tjandramuliová | 6–2, 6–1         |
| 5. | únor 2022     | Tucumán, Argentina      | W25       | antuka | Julieta Lara Estableová  | Nicole Fossa Huergová Noelia Zeballosová   | 3–6, 6–0, [10–7] |